# Grodzisko (województwo świętokrzyskie)
Grodzisko – wieś w Polsce położona w województwie świętokrzyskim, w powiecie koneckim, w gminie Radoszyce.
W 1784 r. wieś administracyjnie należąca do powiatu chęcińskiego w województwie sandomierskim była własnością rodu Małachowskich, bowiem w regestrze diecezjów jako właściciel widnieje Małachowski, podkanclerz koronny.
Do 1943 roku istniała gmina Grodzisko.
W czasie okupacji niemieckiej 2 września 1944 pod Grodziskiem doszło do walk między Armia Krajową a niemieckim oddziałem pacyfikacyjnym.
W latach 1975–1998 miejscowość administracyjnie należała do województwa kieleckiego.
Wierni Kościoła rzymskokatolickiego należą do parafii Świętych Apostołów Piotra i Pawła w Radoszycach.
| SIMC    | Nazwa     | Rodzaj    |
| ------- | --------- | --------- |
| 0264450 | Cieśniów  | część wsi |
| 0264466 | Dąbki     | część wsi |
| 1017899 | Kopanina  | część wsi |
| 0264472 | Sachalina | część wsi |
| 1017988 | Ściegna   | część wsi |
| 1018031 | Zarowie   | część wsi |